# 逎县 (隋朝)
逎县，中国古县名。俗称“小范阳”。
汉高帝六年（公元前201年）置逎县（今河北涞水），属涿郡。景帝封匈奴降王陆疆为侯国，东汉亦为侯国，晋属范阳国。东晋十六国时，逎县先后为后赵、前燕、前秦、后燕之地。北魏改名遒县，属范阳郡。北周大象二年（580年）遒县并入涿县。故城在今河北省涞水县涞水镇北关村北300米处。
隋朝開皇元年（581年）改范阳县置，治所在今河北省定兴县西南。属易州。大业十年（614年）徙治今河北省易县东南。唐朝神龙二年（706年），又徙治今河北省容城县北城子。天宝元年（742年）改为容城县。 